# Journal of Ornithology
El Journal of Ornithology (anteriormente Journal für Ornithologie) es una revista científica publicada por Springer Science+Business Media en nombre de Deutsche Ornithologen-Gesellschaft . Fue fundado por Jean Cabanis en 1853 y se convirtió en el diario oficial de la Deutsche Ornithologen-Gesellschaft en 1854.
El primer número se publicó en enero de 1853 y Cabanis observó que, aunque existían revistas especializadas en entomología y conquilogía, no había nada que tratara sobre ornitología en Alemania. Entre los primeros ensayos publicados en la revista se encuentra un ensayo de Reichenbach sobre el concepto de especie.
Según el Journal Citation Reports, la revista tiene un factor de impacto en 2012 de 1,632.